# Grad (grafteori)
Med begreppet grad eller valens avser man inom grafteorin antalet kanter som är anslutna till en viss nod. Med deg(v) (från engelska degree) betecknas graden för noden v.